# Termobate
Termobate služe za grafičko prikazivanje vertikalne promjene temperature u moru. To su linije koje pokazuju tok (hod) određenih temperatura od površine do odgovarajućih dubina ili dna mora.
Dnevne promjene temperatura opažaju se redovito do dubina 25 - 30m, izuzetno do dubine 50m. Godišnja kolebanja temperatura u moru prodiru do dubina 300 - 400 m.
vidi:
- hidroizoterme
- izolinije